# 西条皎
西条 皎（さいじょう あきら、1904年 - 1972年）は、日本の詩人、俳人。また、居住地で村長を務めた。

## 来歴
滋賀郡滋賀郡真野村（現・大津市真野)に生まれる。1927年に東海詩人協会に加わり、『東海詩集』に「軍艦」、「大佛」、「飛行船」、「仁王」等を発表。井口蕉花、高木斐瑳雄、野々部逸二、中西悟堂らの詩誌『青騎士』に「草屋詩情」等を発表。東京で佐藤惣之助と同人誌をつくる。また、岐阜市の詩魔詩人会とも交流があった。
戦後、真野村最後の村長を務め、1964年には堅田町立真野小学校（現・大津市立真野小学校）の校歌を作詞した。